# 1999 히라야마

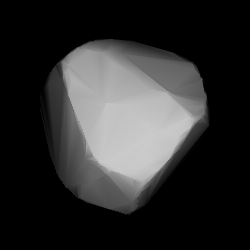

1999 히라야마(1999 Hirayama, 임시 명칭: 1973 DR)는 소행성대 외부에 있는 어두운 소행성으로 직경이 약 34km(21마일)이다. 1973년 2월 27일 독일 함부르크 베르게도르프 천문대에서 체코 천문학자 루보시 코후테크(Luboš Kohoutek)에 의해 발견되었으며, 나중에는, 일본 천문학자 히라야마 기요쓰구의 이름을 따서 명명되었다.

## 궤도 및 분류
히라야마는 약 5년 6개월(약 2,010일)에 한 번씩 2.8~3.5 AU 거리로 외부 주대에서 태양을 공전한다. 궤도의 이심률은 0.12이고 황도에 대한 경사각은 13°이다. 히라야마의 스펙트럼은 톨렌 분류 체계의 C 유형 분류와 일치하지만 "수성 변화 과정과 연관될 수 있는 넓은 흡수 대역"을 갖는다. 즉, 표면이 어떤 형태로든 물 변형을 보이는 것처럼 보인다.